# Ла (район)
Ла — один з районів (лаос. ເມືອງ муанг) провінції Удомсай, Лаос.